# Cahiers de l'URMIS
 (août 2014).
Les Cahiers de l’Urmis sont publiés par l’unité mixte de recherche « Migrations et société » (URMIS) spécialisée dans l’étude des migrations et des relations interethniques, associant le CNRS, l'Institut de recherche pour le développement, l'université de Paris et l'université Côte d'Azur.
Elle regroupe des chercheurs relevant de plusieurs disciplines (sociologie, anthropologie, science politique, histoire) et est implantée à Paris et à Nice. L’équipe de Nice fait partie de la Maison des Sciences de l’Homme et de la Société Sud-Est (MSHS Sud-Est). Les Cahiers de l’Urmis ont l’ambition de fournir un espace de publication, d’échange et de confrontation pour les recherches menées dans le champ des migrations et des relations interethniques. Ils présentent les travaux empiriques et théoriques de jeunes chercheurs et de chercheurs expérimentés, français et étrangers.
L’orientation scientifique des Cahiers de l’Urmis récuse toute approche essentialiste des groupes nationaux, ethniques ou culturels, clairement situés comme des constructions historiques et sociales. Elle met l’accent sur les processus institutionnels et interactionnels par lesquels les appartenances collectives sont produites, maintenues ou transformées. Le domaine de ces recherches recoupe des questions théoriques fondamentales dans le champ des sciences sociales : la construction symbolique des identités collectives, l’analyse des processus sociaux de discrimination, les mécanismes de la catégorisation sociale, la production et les usages des catégories de l’altérité.
Le choix de diffuser les Cahiers de l’Urmis en ligne et gratuitement, tout d’abord sous format PDF a été fait très rapidement, dès la mise en place du site web de l’unité de recherche, les Cahiers de l’Urmis ont ensuite participé à la mise en œuvre d’un portail de revues électroniques de l’université de Nice (revel.unice.fr) et sont, depuis 2007, diffusés sur OpenEdition Journals. Les Cahiers sont propulsés par le CMS libre Lodel.
La revue a cessé de paraître sous ce titre en 2020.

## Politique d’édition électronique
- L’ensemble de la collection est disponible en ligne, gratuitement
- Les numéros 1, 2-3, 4, 5 et 6 sont publiés au format PDF
- Les numéros suivants (de 7 à 19) sont publiés intégralement en ligne, en HTML
- Périodicité : environ un numéro par an
- Délai de restriction : aucun

## Numéros parus
- 1 / 1995. Notes et travaux sociologiques
- 2-3 / 1997. Les étudiants
- 4 / 1998. Dynamiques identitaires en France et au Québec
- 5 / 1999. Les politiques de l'immigration
- 6 / 2000. Multiculturalisme : politiques publiques et usages de l'ethnicité
- 7 / 2001. Débat : la nation, l'Europe, la démocratie
- 8 / 2002. Le cosmopolitisme
- 9 / 2004. Portugais de France, immigrés et citoyens d'Europe
- 10-11 / 2006. Discrimination : perspectives de la psychologie sociale et de la sociologie
- 12 / 2009. Circulation migratoire et insertions économiques précaires en Europe
- 13 / 2011. Les migrations dites "de transit"
- 14 / 2013. Articuler différentes échelles. Relations micro-sociales au sein de systèmes mondialisés
- 15 / 2014. De l’enquête en milieu marginalisé à l’étude des processus de catégorisation et d’identification
- 16 / 2016. Métamorphoses du regard sur les migrations contemporaines
- 17 / 2017. Les espaces de la migration lusophone : circulations, régulations, représentations
- 18 / 2019. Aux frontières de l'Autre : territoire et appartenance en question
- 19 / 2020. Couleur, ethnicisation et racialisation des chercheur·es dans l’enquête en sciences sociales

## Cahiers de l'Urmis. Appartenances & Altérités
En 2021, à partir du numéro 20, le sous-titre « Appartenances & Altérités » donné à la publication Cahiers de l’Urmis redéfinit sa ligne éditoriale. Il vient inaugurer le projet d’une revue bilingue anglais/français dont l’objectif est de publier des analyses théoriques et des travaux de recherche empiriques qui questionnent les attributions d’altérité et les revendications d’appartenance en termes de race, d’ethnicité et de nationalité.
Cette revue renouvelée vient combler une lacune dans le paysage des revues scientifiques françaises qui, à la différence de certaines revues anglophones, ne se sont pas emparées spécifiquement de ces questions, pourtant devenues centrales dans les débats publics.